# Lazar Lvovič Bazeljan
Lazar Lvovič Bazeljan (ukrajinsko Ла́зар Льво́вич Базеля́н), ukrajinski astronom in heliofizik, * 5. oktober 1926, Zlatopil, Kijevska gubernija, Sovjetska zveza (sedaj Kirovogradska oblast, Ukrajina), † 5. april 2001, Harkov, Ukrajina.
Bazeljan je najbolj znan po svojem delu s področja radioastronomije in heliofizike.

## Življenje in delo
Rodil se je v judovski družini Leva Abramoviča Bazeljana (1895–?), doma iz Ivanivke.
Sodeloval je v sovjetsko-nemški vojni kot višji narednik, intendant 43. ločenega jurišnega inženirskega in saperskega bataljona. Na začetku vojne so ga evakuirali v Akbulak v tedanji Čkalovski oblasti, od koder so ga leta 1943 vpoklicali v vojsko. Po vojni je ostal v podaljšani službi do leta 1951.
Leta 1955 je diplomiral na Vsezveznem dopisnem politehniškem inštitutu v Moskvi. Od leta 1953 do 1957 je delal v Harkovu kot tehnik v inženirskem in elektrotehniškem laboratoriju Vsezveznega raziskovalnega inštituta za organizacijo in mehanizacijo rudarske proizvodnje. Od leta 1957 je delal na Inštitutu za radiofiziko in elektroniko Akademije znanosti Ukrajinske SSR v Harkovu.
Leta 1989 je prejel doktorat fizikalnih in matematičnih znanosti, pri čemer je zagovarjal disertacijo na temo Študija dekametrskega radijskega sevanja Sonca in cirkumsolarne plazme (Дослідження декаметрового радіовипромінювання Сонця та навколосонячної плазми).
Od leta 1989 do 2001 je bil vodilni raziskovalec na Inštitutu za radioastronomijo Nacionalne akademije znanosti Ukrajine.
Leta 1991 je prejel nagrado Mikole Barabašova Akademije znanosti Ukrajinske SSR.
Ukvarjal se je z razvojem in izdelavo dekametrskih radijskih teleskopov in polarimetrov. Opravljal je radioastronomske raziskave diskretnih kozmičnih virov, Sonca, cirkumsolarne plazme in eruptivnih rdečih pritlikavk.
Njegova znanstvena dela so bila prevedena v angleščino.

## Družina
- brata:
  - Jakiv Lvovič Bazeljan (1925–1990), filmski režiser
  - Abram Lvovič Bazeljan (1922–1990), udeleženec sovjetsko-nemške vojne, nosilec reda rdeče zvezde (1944)[5]
- sestra: Polina Lvovna Bazeljan (1919–?), udeleženka sovjetsko-nemške vojne (vojaška bolničarka, mlajša poročnica)
- sin: Jevgenij Bazeljan.

## Izbrana bibliografija
- ———; Sinicin, V. G. (Marec 1971), »Scattering of Radiowaves from Cosmic Sources in the Solar Corona«, Solar Physics, 17 (1): 129–145, Bibcode:1971SoPh...17..129B, doi:10.1007/BF00152867, ISSN 0038-0938
- ——— (1972), »Опыт разработки двухмерных антенных решеток со случайным размещением излучателей«, Antenni, Moskva (15): 17–15
- ———; Gončarov, N. Ju.; Zajcev, V. V.; Ziničev, V. A.; Rapoport, V. O.; Cibko, Ja. G. (november 1974), »Frequency and Time Splitting of Decameter Solar Radio Bursts. I.: Elementary Events«, Solar Physics, 39 (1): 213–222, Bibcode:1974SoPh...39..213B, doi:10.1007/BF00154982, ISSN 0038-0938{{citation}}:  Vzdrževanje CS1: samodejni prevod datuma (povezava)
- ———; Gončarov, N. Ju.; Zajcev, V. V.; Ziničev, V. A.; Rapoport, V. O.; Cibko, Ja. G. (november 1974), »Frequency and Time Splitting of Decameter Solar Radio Bursts. II: Chains«, Solar Physics, 39 (1): 223–231, Bibcode:1974SoPh...39..223B, doi:10.1007/BF00154983, ISSN 0038-0938{{citation}}:  Vzdrževanje CS1: samodejni prevod datuma (povezava)
- Abranin, Eduard Petrovič; ———; Gončarov, N. Ju.; Ziničev, V. A.; Rapoport, V. O.; Cibko, Ja. G. (Maj 1979), »Harmonic structure of type IIIb and III bursts«, Solar Physics, 62 (1): 145–151, Bibcode:1979SoPh...62..145A, doi:10.1007/BF00150141, ISSN 0038-0938
- Abranin, Eduard Petrovič; ———; Gončarov, N. Ju. (1980), »Positions of solar storm burst sources by observations with a heliograph based on the UTR-2 antenna at 25 MHz«, Solar Physics, 66: 393–409, ISSN 0038-0938
- Abranin, Eduard Petrovič; ———; Zajcev, V. V. (1982), »Radio echo and sporadic scattering in the solar corona«, Solar Physics, 78: 179–186, ISSN 0038-0938
- Abranin, Eduard Petrovič; ———; Zajcev, V. V. (1984), »Multiple radio echoes in the solar corona«, Solar Physics, 91: 383–398, ISSN 0038-0938
- Abranin, Eduard Petrovič; ——— (1986), Декаметровое излучение спокойного Солнца, Harkov: Inštitut za radiofiziko in elektroniko Akademije znanosti Ukrajinske SSR, str. 32
- ——— (1987), »Search for Local Sources of the S-Component at Decametric Wave Lengths«, Solar Physics, 112 (1): 107–117, ISSN 0038-0938
- ——— (1987), »Управляемая антенна круговой поляризации. Расчетные соотношения«, Izvestija visših učebnih zavedenij. Radiofizika, 30 (4): 516–521, ISSN 0021-3462
- Abranin, Eduard Petrovič; ———; Belej, V. S.; Koloskov, A. V.; Cibko, Ja. G.; Jampolski, Jurij Mojisijovič (Oktober 1991), »Relationship of quasiperiodic variations of apparent positions of type-III solar-radiation bursts with ionospheric disturbances«, Radiophysics and Quantum Electronics, 34 (10–12): 872–875, Bibcode:1991R&QE...34..872A, ISSN 0033-8443
- Abranin, Eduard Petrovič; ———; Belej, V. S.; Koloskov, A. V.; Cibko, Ja. G.; Jampolski, Jurij Mojisijovič (december 1991), »Connection between quasi-periodic variations of positions of solar sources of type III bursts and ionospheric disturbances«, Izvestija visših učebnih zavedenij. Radiofizika, 34 (10–12): 1120–1124, Bibcode:1991RaF....34.1120A, ISSN 0021-3462{{citation}}:  Vzdrževanje CS1: samodejni prevod datuma (povezava)
- ——— (1993), »Гармоническая структура декаметрового излучения III типа и групповая задержка радиоволн в солнечной короне«, Astronomičeskij žurnal, 70 (4): 867–879
- Abdul-Aziz, H.; Abranin, Eduard Petrovič; Aleksejev, I. Ju.; Avgoloupis, S.; ———; Beskin, G. M.; Braženko, Anatolij Ivanovič; Chalenko, N. N.; Cutispoto, G.; Fuensalida, J. J.; Geršberg, Roald Jevgenovič; Kidger, M. R.; Leto, G.; Malkov, Ju. F.; Mavridis, L. N.; Pagano, I.; Panferova, I. P.; Rodono, M.; Seiradakis, J. H.; Sergejev, S. G.; Spencer, R. E.; Šahovska, N. I.; Shakhovskoy, D. N. (december 1995), »Coordinated observations of the red dwarf flare star EV Lacertae in 1992«, Astronomy and Astrophysics Supplement Series, 114: 509–526, Bibcode:1995A&AS..114..509A, pridobljeno 14. januarja 2022{{citation}}:  Vzdrževanje CS1: samodejni prevod datuma (povezava)
- Stepanova, N. A.; Sapogov, S. A.; Abranin, Eduard Petrovič; ———; Braženko, Anatolij Ivanovič; Cibko, Ja. G. (1996), »Many-parametric data processing for solar type III bursts«, Turkish Journal of Physics, 20 (8): 805–810, Bibcode:1996TJPh...20..805S, ISSN 1300-0101
- Abranin, Eduard Petrovič; ———; Cibko, Ja. G. (1996), »Параметры динамического спектра солнечных декаметровых радиовсплесков IIId типа с эхокомпонентами«, Astronomičeskij žurnal, 73 (6): 939–946
- Abranin, Eduard Petrovič; ———; Cibko, Ja. G. (2000), »Амплитудные профили солнечных радиовсплесков IIId типа с эхо-компонентой и глобальная дислокация их элементарных квазимонохроматических источников«, Izvestija visših učebnih zavedenij. Radiofizika, 43 (12): 1027–1043, ISSN 0021-3462
- Abranin, Eduard Petrovič; Aleksejev, I. Ju.; ———; Braženko, Anatolij Ivanovič; Geršberg, Roald Jevgenovič; Lisačenko, V. N.; Šahovska, N. I., ur. (2001), »Декаметровое радиоизлучение вспыхивающих красных карликовых звезд«,  Радиофизика и радиоастрономия, 6. del, št. 1, str. 89–102
- ———,  Новый спектральный вариант декаметровых всплесков типа iiid. наблюдения сверхрелятивистских источников узкополосного радиоизлучения в окрестностях солнца

## Patenti
- fazna antenska rešetka s krožno polarizacijo polja.[6]